# Libischau
Libischau polnisch Lubieszów (1936–1945 Liebenbach) ist ein Ort in der Landgemeinde Birawa im Powiat Kędzierzyńsko-Kozielski der Woiwodschaft Opole (Oppeln) in Polen.

## Geographie
Libischau liegt rund vier Kilometer südöstlich von Birawa, elf Kilometer südöstlich von Kędzierzyn-Koźle und 51 Kilometer südöstlich von Opole in Polen. Westlich vom Ort fließt die Oder.

## Geschichte
Der Oelser Herzog Konrad II. schenkte ein Stück Land zwischen Birawa und Dziergowitz (seit 1931 Oderwalde), um dort Siedler nach Deutschem Recht anzusiedeln. Erstmals erwähnt wurde der Ort in einem Coseler Dokument vom 23. Januar 1380, mit dem ein Nikolaus den Ort mit Grundstück als Geschenk erhielt. Seit 1775 gehörte das Dorf u. a. dem Adelsgeschlecht Hohenlohe, das nach dem Übergang an Polen infolge des Zweiten Weltkriegs 1945 enteignet wurde.
In den Beyträge(n) zur Beschreibung von Schlesien wurde 1783 Libischau erwähnt. Es gehörte zum Landkreis Tost und hatte 170 Einwohner, zehn Bauernhöfe, 16 Gärtner und zehn Häusler. 1865 bestand „Liebischau“ aus einer Landgemeinde und einem Dominium. Damals sind sechs Bauernhöfe, 20 Gärtnerstellen und 31 Häuslerstellen und eine Wassermühle belegt. 1886 wurde die Schule eröffnet.
Bei der Volksabstimmung in Oberschlesien am 20. März 1921 stimmten 172 Wahlberechtigte für einen Verbleib Oberschlesiens bei Deutschland und 143 für eine Zugehörigkeit zu Polen. Libischau verblieb nach der Teilung Oberschlesiens beim Deutschen Reich. Im Zuge einer Welle von Ortsumbenennungen der NS-Zeit wurde Liebichau am 2. Juli 1936 Liebenbach umbenannt.
1945 kam der bis dahin deutsche Ort unter polnische Verwaltung und wurde anschließend der Woiwodschaft Schlesien angeschlossen und zu Lubieszów umbenannt. 1950 wurde es der Woiwodschaft Opole eingegliedert. Seit 1999 gehört es zum neu gegründeten Powiat Kędzierzyńsko-Kozielski. Am 23. April 2007 wurde in der Landgemeinde Birawa Deutsch als zweite Amtssprache eingeführt. Am 10. Januar 2011 erhielt der Ort zusätzlich den amtlichen deutschen Ortsnamen Libischau.

## Sehenswürdigkeiten
- Nepomukkapelle, eine hölzerne Wegekapelle aus dem 18. Jahrhundert mit Dachreiter und einer Figur des böhmischen Landesheiligen Johannes Nepomuk
- Römisch-katholische Kirche aus dem Jahr 1987
- Freilichtmuseum mit landwirtschaftlichen Geräten
- Wegekreuz aus dem Jahr 1898 mit Marienfigur
- Teichlandschaft
- Bildstock mit Marienfigur
- Feuerwehrhaus mit historischem Feuerwehrwagen
- Vormaliges Schulgebäude

## Wappen
Das Wappen zeigt zwei Bäume mit wenig Laub und drei Vögel in den Baumkronen.